# BDNI Center 1
O BDNI Center I é um arranha-céus com 317 metros de altura e 62 andares cuja construção se encontra suspensa na cidade de Jacarta, Indonésia. O BDNI foi desenhado pelas firmas PT Airmas Asri e Pei Partnership Architects. 
O desenho é similar ao do Bank of China Tower em Hong Kong desenhado pela mesma companhia.